# Zhao Xing
 (octobre 2018).
Si vous disposez d'ouvrages ou d'articles de référence ou si vous connaissez des sites web de qualité traitant du thème abordé ici, merci de compléter l'article en donnant les références utiles à sa vérifiabilité et en les liant à la section « Notes et références ».
Zhào Xīng (? - 112 AÈC) ou Triệu Hưng, est le quatrième roi de la Nanyue (Nam Việt). Il règne de 113 AÈC à 112 AÈC. C'est le fils cadet de Zhao Yingqi.